# Marca Chancho
Marca Chancho es el cuarto disco de estudio de la banda chilena Chancho en Piedra. Este disco incluye un tema que sería gran éxito en la carrera del grupo, Eligiendo una reina, tema muy difundido y conocido dentro de la juventud chilena y que critica con humor la sobrevaloración de la belleza física femenina en la televisión y la farándula, desde un punto de vista local.

## Descripción
Fuertemente inspirado por la cultura popular y la música tradicional mezclada con rock, cuenta con una amplia variedad de temas y ritmos que van desde el rock más tradicional, pasando por el bossanova, hasta la cueca. 
La carátula y el diseño del álbum toman como referencia la clásica etiqueta de sopas estadounidense Campbell, popularizada por el padre del pop art, Andy Warhol.

## Lista de canciones
Todas las canciones escritas y compuestas por Chancho en Piedra, excepto donde se indique. 
| Marca Chancho |                                                                                               |          |  |
| N.º           | Título                                                                                        | Duración |  |
| 1.            | «Popular condimento»                                                                          | 0:32     |  |
| 2.            | «Buenos días a todos»                                                                         | 5:15     |  |
| 3.            | «Eligiendo una reina»                                                                         | 4:05     |  |
| 4.            | «Lophophora»                                                                                  | 2:21     |  |
| 5.            | «Historias de amor y condón»                                                                  | 4:47     |  |
| 6.            | «Kiltro virtual»                                                                              | 3:38     |  |
| 7.            | «Quiero comer...»                                                                             | 0:08     |  |
| 8.            | «El curanto» (Raúl de Ramón)                                                                  | 4:19     |  |
| 9.            | «Mampato»                                                                                     | 6:47     |  |
| 10.           | «Brocacochi»                                                                                  | 2:42     |  |
| 11.           | «Los huilles»                                                                                 | 0:25     |  |
| 12.           | «Hermanos marranos»                                                                           | 3:16     |  |
| 13.           | «El día en que los gatos hicieron las paces con los ratones» (Pablo Ilabaca, Florcita Motuda) | 3:28     |  |
| 14.           | «Me vuelvo mono»                                                                              | 3:59     |  |
| 15.           | «Patá en la raja»                                                                             | 1:52     |  |
| 16.           | «El durazno y el melón»                                                                       | 4:01     |  |

## Sencillo  y video
1. «El curanto» (sencillo promo)
2. «Eligiendo una reina» (sencillo y video)
3. «Lophophora» (sencillo y video)
4. «Me vuelvo mono» (solo sencillo)
5. «Historias de amor y condón» (sencillo y video)